# Bardineto
Bardineto is een gemeente in de Italiaanse provincie Savona (regio Ligurië) en telt 642 inwoners (31-12-2004). De oppervlakte bedraagt 29,6 km², de bevolkingsdichtheid is 22 inwoners per km².

## Demografie
Bardineto telt ongeveer 346 huishoudens. Het aantal inwoners daalde in de periode 1991-2001 met 6,8% volgens cijfers uit de tienjaarlijkse volkstellingen van ISTAT.
| Jaar | Inwoneraantal |
| ---- | ------------- |
| 1991 | 680           |
| 2001 | 634           |

## Geografie
Bardineto grenst aan de volgende gemeenten: Boissano, Calizzano, Castelvecchio di Rocca Barbena, Garessio (CN), Giustenice, Loano, Magliolo, Pietra Ligure, Toirano.

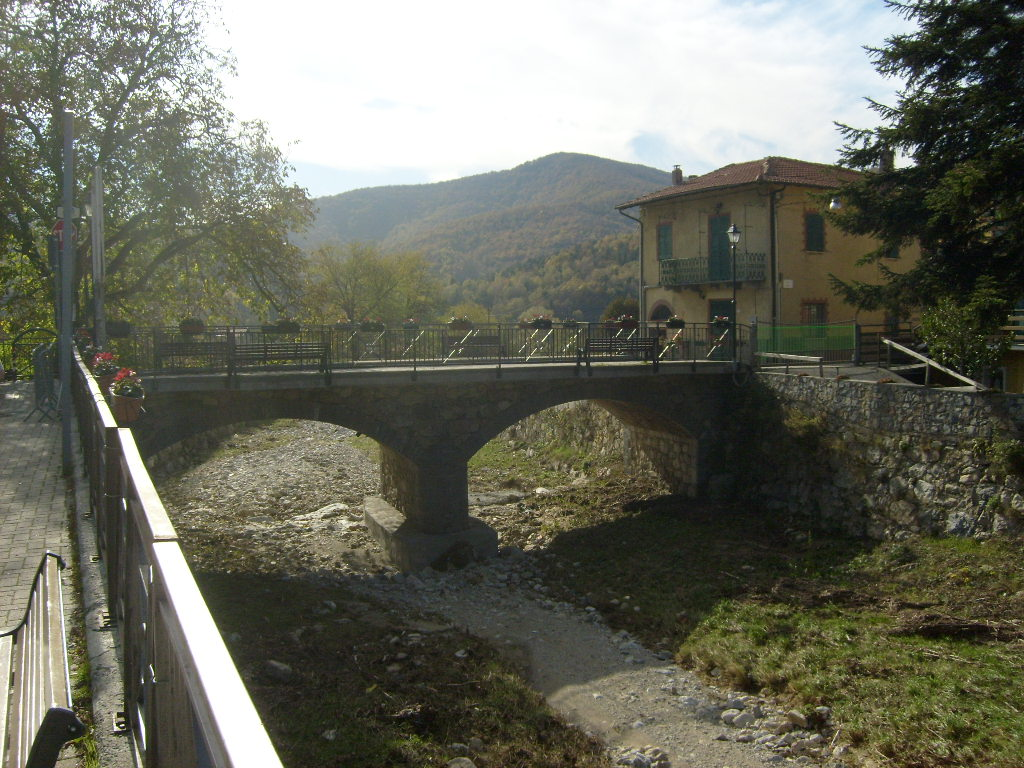
Brug in Bardineto.
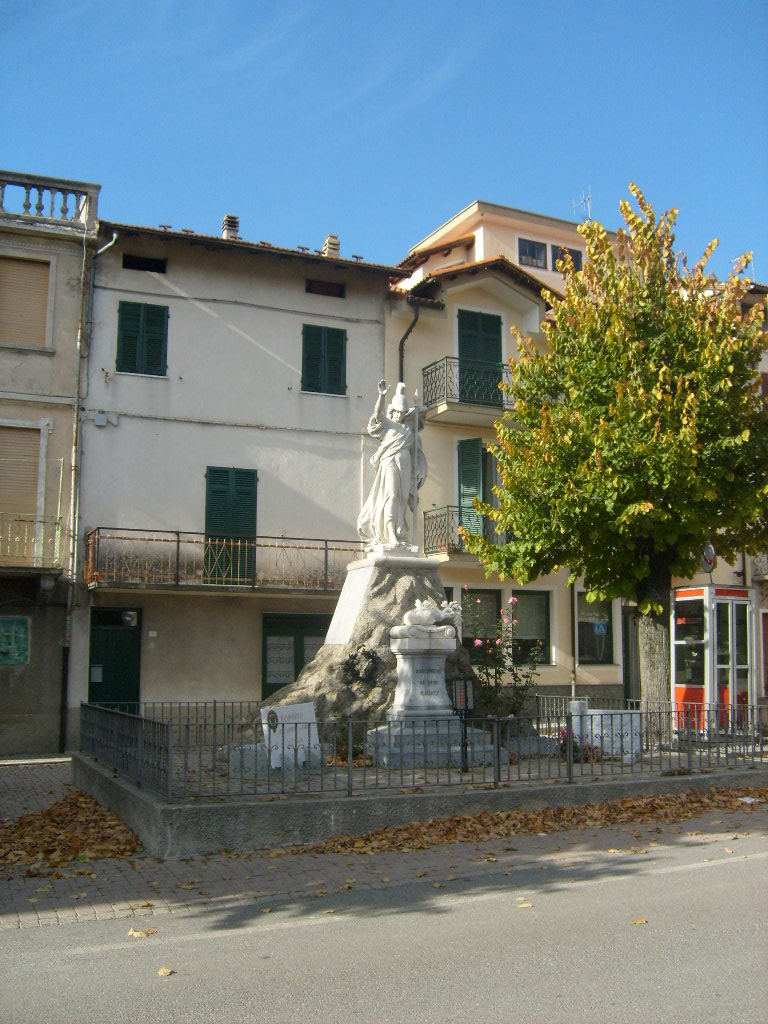
Monument in Bardineto.
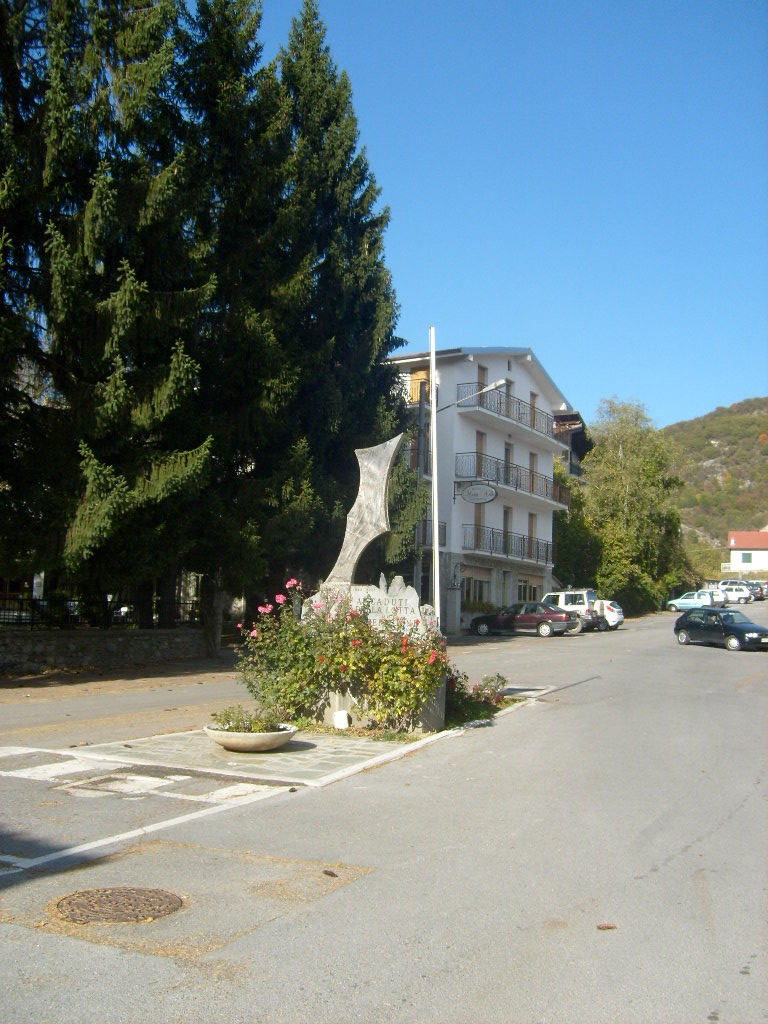
Monument in Bardineto.
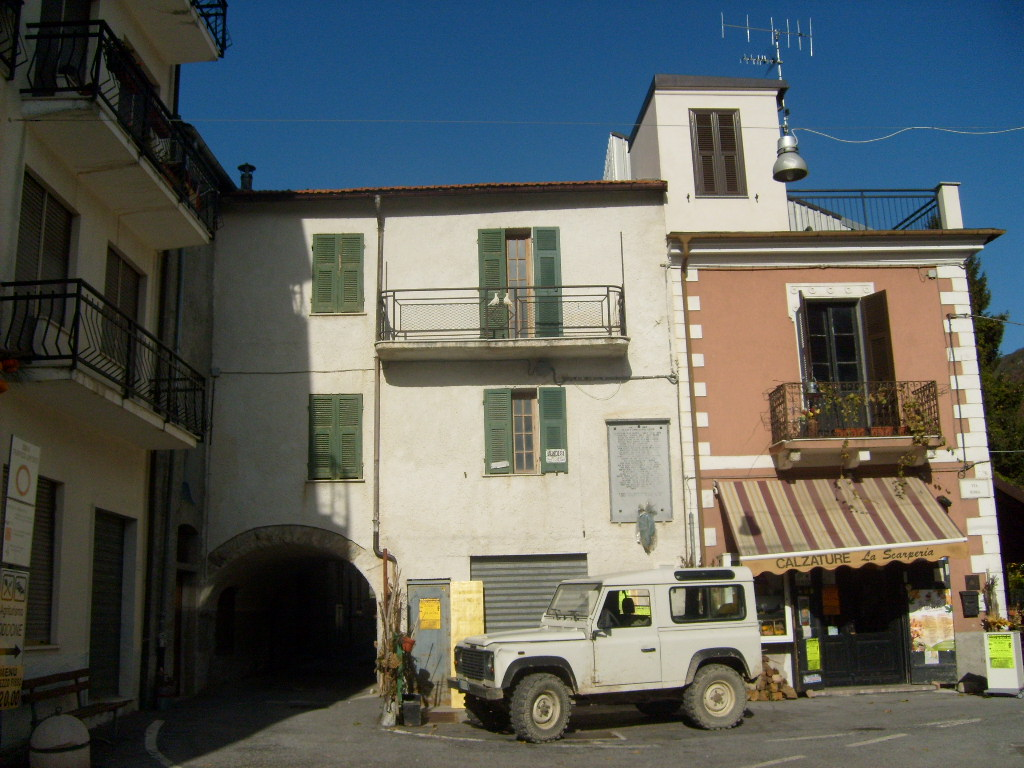
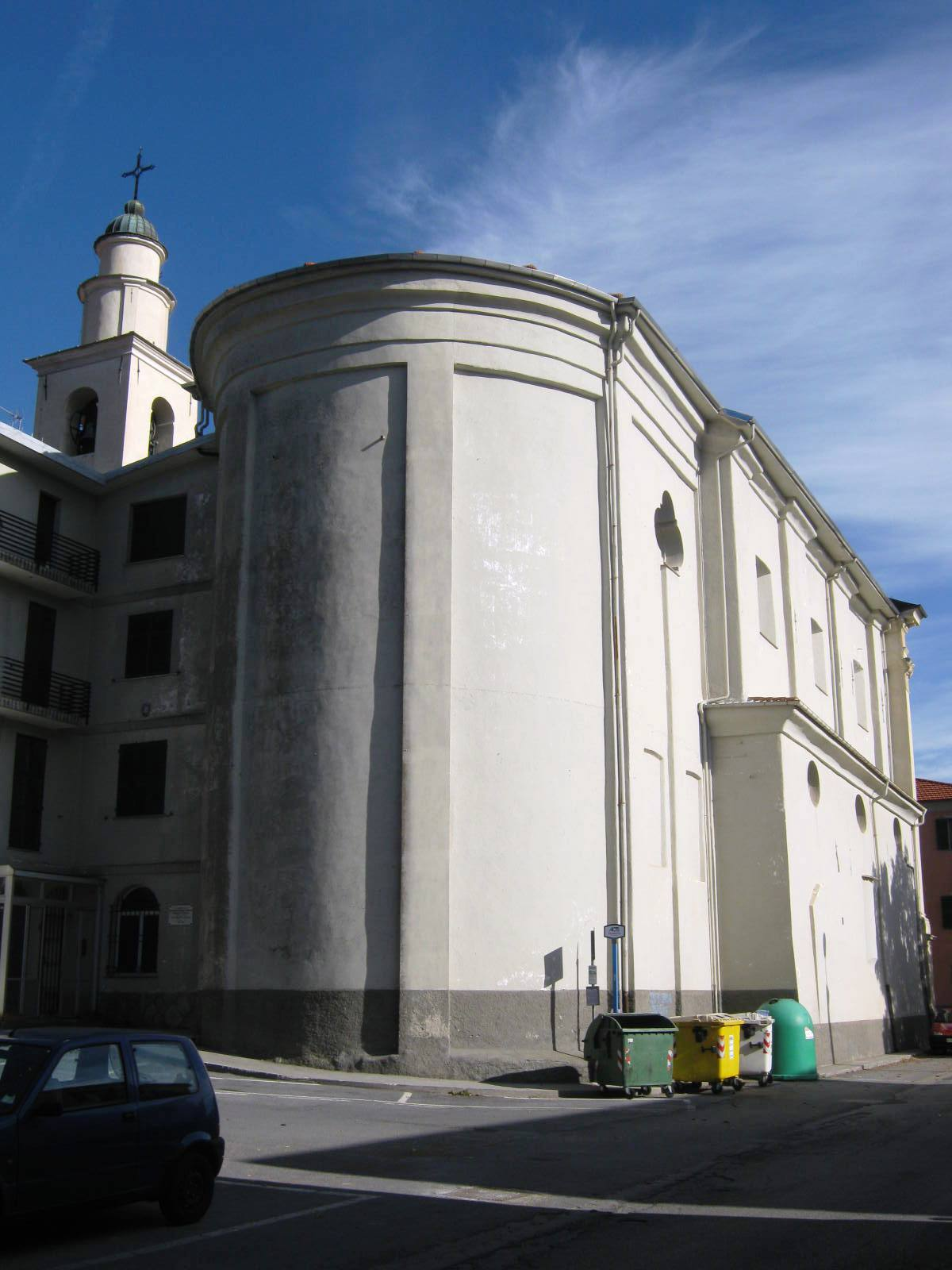
Parocchia di San Giovanni Battista
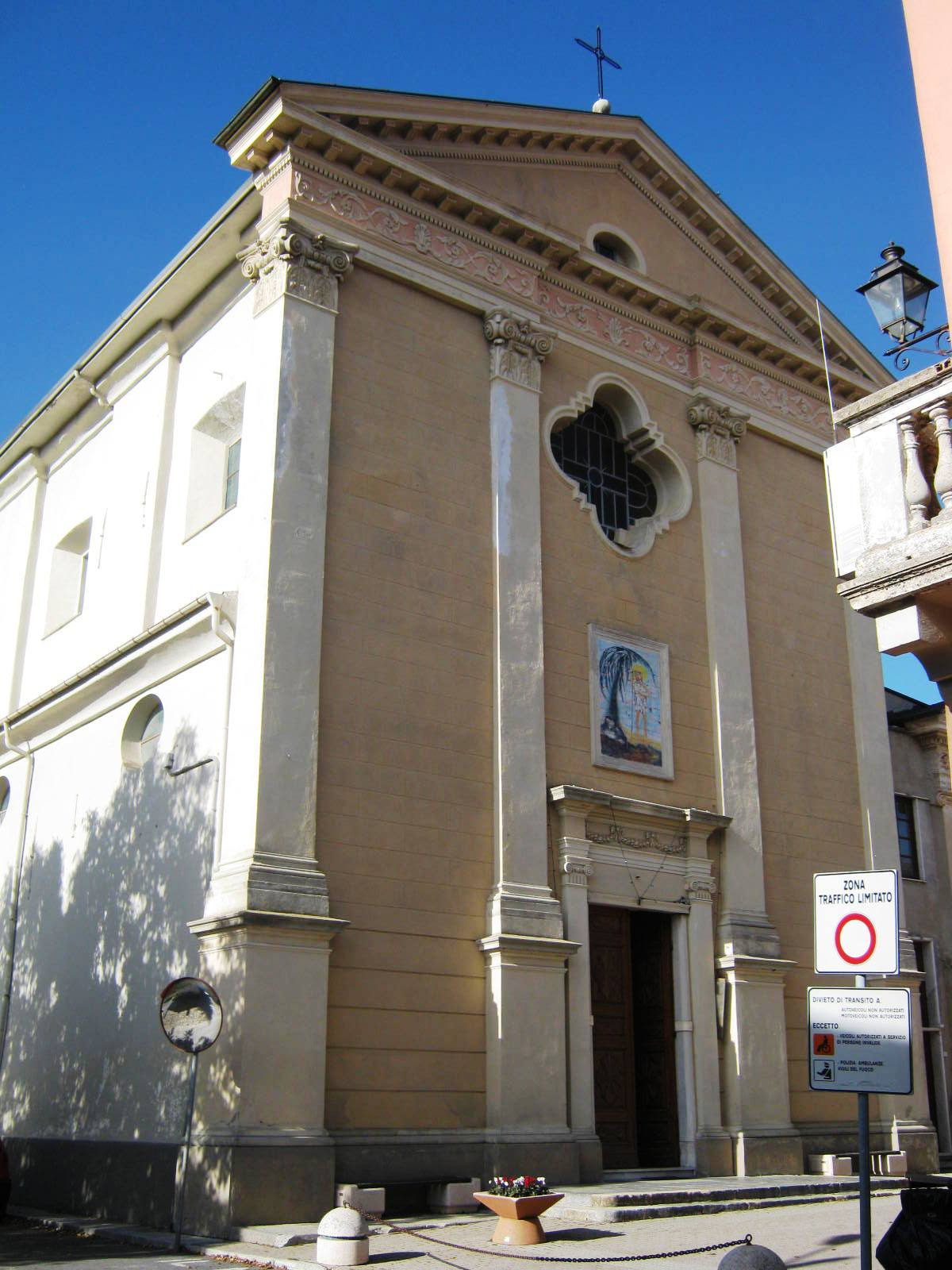
Parocchia di San Giovanni Battista
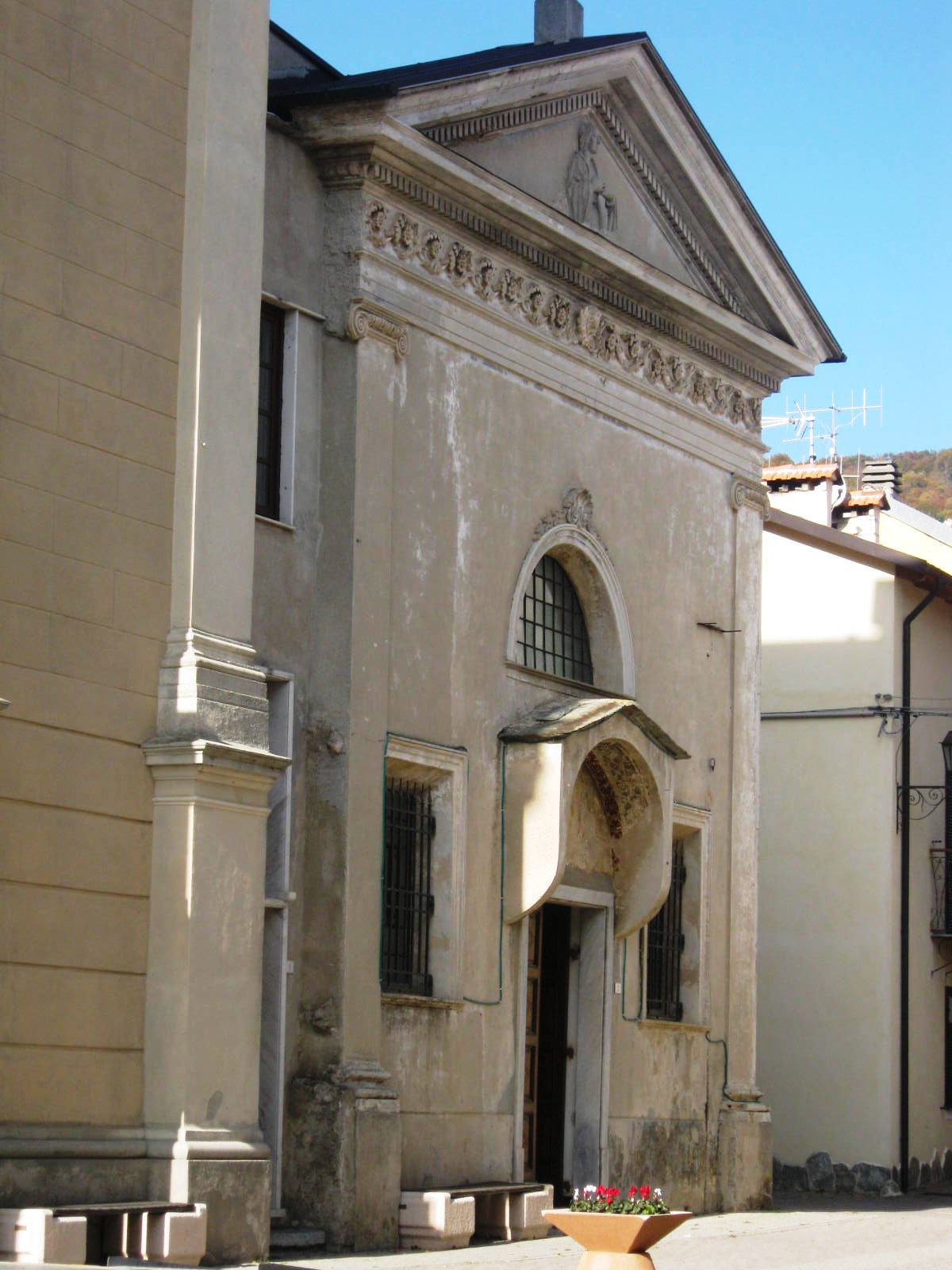
Kapel bij Parocchia di San Giovanni Battista.
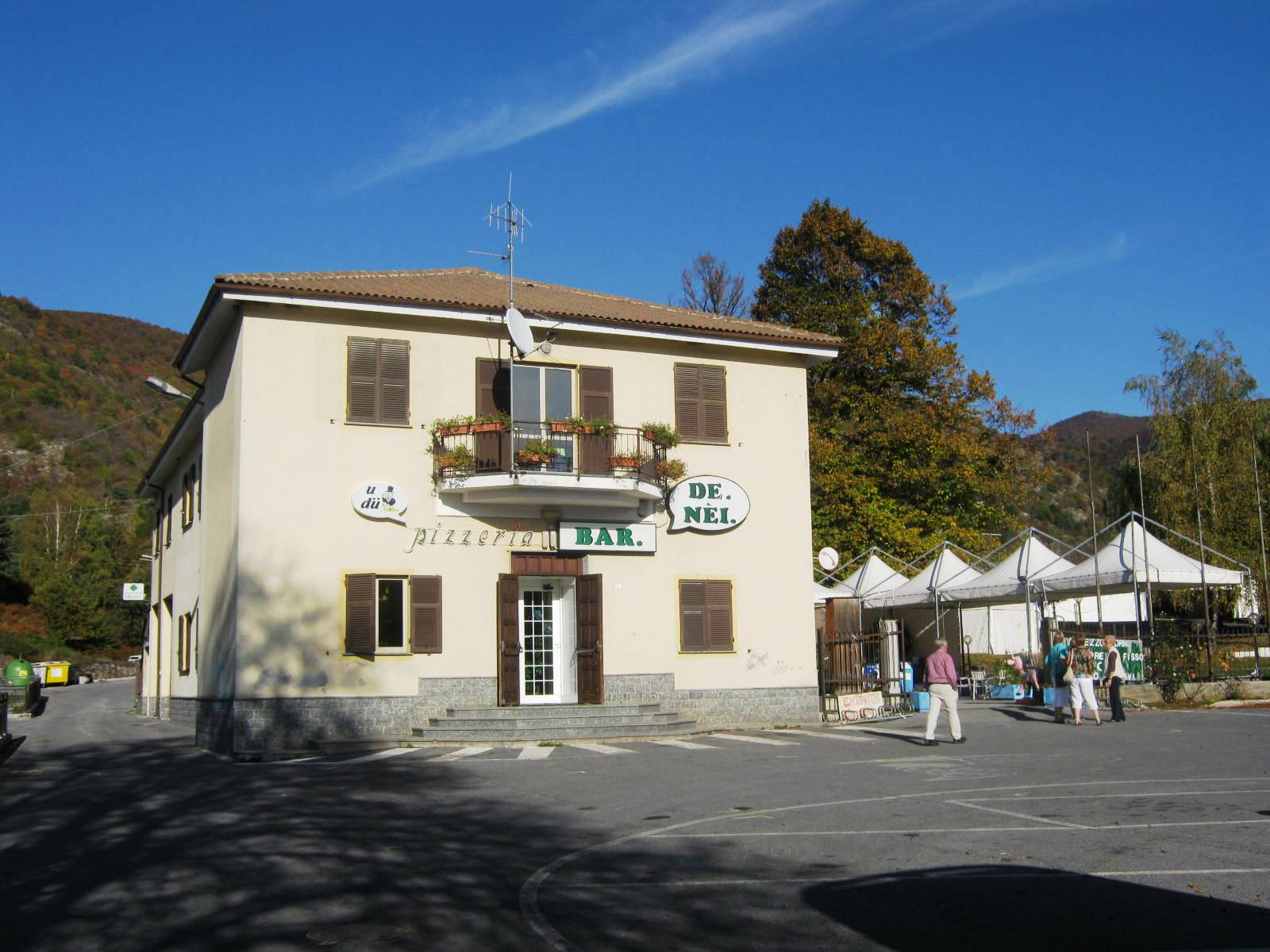
Café-restaurant in Bardineto.

Alassio · Albenga · Albisola Superiore · Albissola Marina · Altare · Andora · Arnasco · Balestrino · Bardineto · Bergeggi · Boissano · Borghetto Santo Spirito · Borgio Verezzi · Bormida · Cairo Montenotte · Calice Ligure · Calizzano · Carcare · Casanova Lerrone · Castelbianco · Castelvecchio di Rocca Barbena · Celle Ligure · Cengio · Ceriale · Cisano sul Neva · Cosseria · Dego · Erli · Finale Ligure · Garlenda · Giustenice · Giusvalla · Laigueglia · Loano · Magliolo · Mallare · Massimino · Millesimo · Mioglia · Murialdo · Nasino · Noli · Onzo · Orco Feglino · Ortovero · Osiglia · Pallare · Piana Crixia · Pietra Ligure · Plodio · Pontinvrea · Quiliano · Rialto · Roccavignale · Sassello · Savona · Spotorno · Stella · Stellanello · Testico · Toirano · Tovo San Giacomo · Urbe · Vado Ligure · Varazze · Vendone · Vezzi Portio · Villanova d'Albenga · Zuccarello
1. ↑  https://demo.istat.it/?l=it.